# Motadik
Motadik is een bestuurslaag in het regentschap Timor Tengah Utara van de provincie Oost-Nusa Tenggara, Indonesië. Motadik telt 1809 inwoners (volkstelling 2010).